# Gare de Woody Town Chūō
La gare de Woody Town Chūō (ウッディタウン中央駅, Uddi-taun-chūō-eki) est une gare ferroviaire située dans la ville de Sanda, dans la préfecture de Hyōgo au Japon. La gare est exploitée par la Kobe Electric Railway sur la ligne Kōen-Toshi.

## Disposition des quais
La gare de Woody Town Chūō est une gare disposant d'un quai et de deux voies.

| N° de voie | Ligne        | Direction |
| ---------- | ------------ | --------- |
| 1・2       | ▆ Kōen-Toshi | Sanda     |

## Gares/Stations adjacentes
| Kobe Electric Railway  |                  |                  |                  |                           |
| Direction Yokoyama     | ligne Kōen-Toshi | ligne Kōen-Toshi | ligne Kōen-Toshi | Direction Woody Town Chūō |
| Minami Woody Town KB32 |                  | Local 普通       |                  | Terminus KB33             |